# Minster (Ohio)
Minster es una villa ubicada en el condado de Auglaize en el estado estadounidense de Ohio. En el Censo de 2010 tenía una población de 2805 habitantes y una densidad poblacional de 560,57 personas por km².

## Geografía
Minster se encuentra ubicada en las coordenadas 40°23′45″N 84°22′44″O / 40.39583, -84.37889. Según la Oficina del Censo de los Estados Unidos, Minster tiene una superficie total de 5 km², de la cual 5 km² corresponden a tierra firme y (0%) 0 km² es agua.

## Demografía
Según el censo de 2010, había 2805 personas residiendo en Minster. La densidad de población era de 560,57 hab./km². De los 2805 habitantes, Minster estaba compuesto por el 99.32% blancos, el 0.04% eran afroamericanos, el 0.04% eran amerindios, el 0.11% eran asiáticos, el 0.07% eran isleños del Pacífico, el 0.04% eran de otras razas y el 0.39% pertenecían a dos o más razas. Del total de la población el 0.68% eran hispanos o latinos de cualquier raza.